# 11105 Puchnarová
11105 Puchnarová è un asteroide della fascia principale. Scoperto nel 1995, presenta un'orbita caratterizzata da un semiasse maggiore pari a 2,7124866 UA e da un'eccentricità di 0,2636545, inclinata di 4,68778° rispetto all'eclittica.